# Zaket
Zaket fou un faraó que va governar en algun lloc de l'antic Egipte, però no es pot ubicar cronològicament. Pot correspondre a qualsevol de les dinasties entre la dinastia XIII i la dinastia XVII. El més probable és que sigui de la dinastia XIV, car el seu nom és d'arrel cananea.